# Âge d'or du hip-hop
Pour les articles homonymes, voir Âge d'or (homonymie).

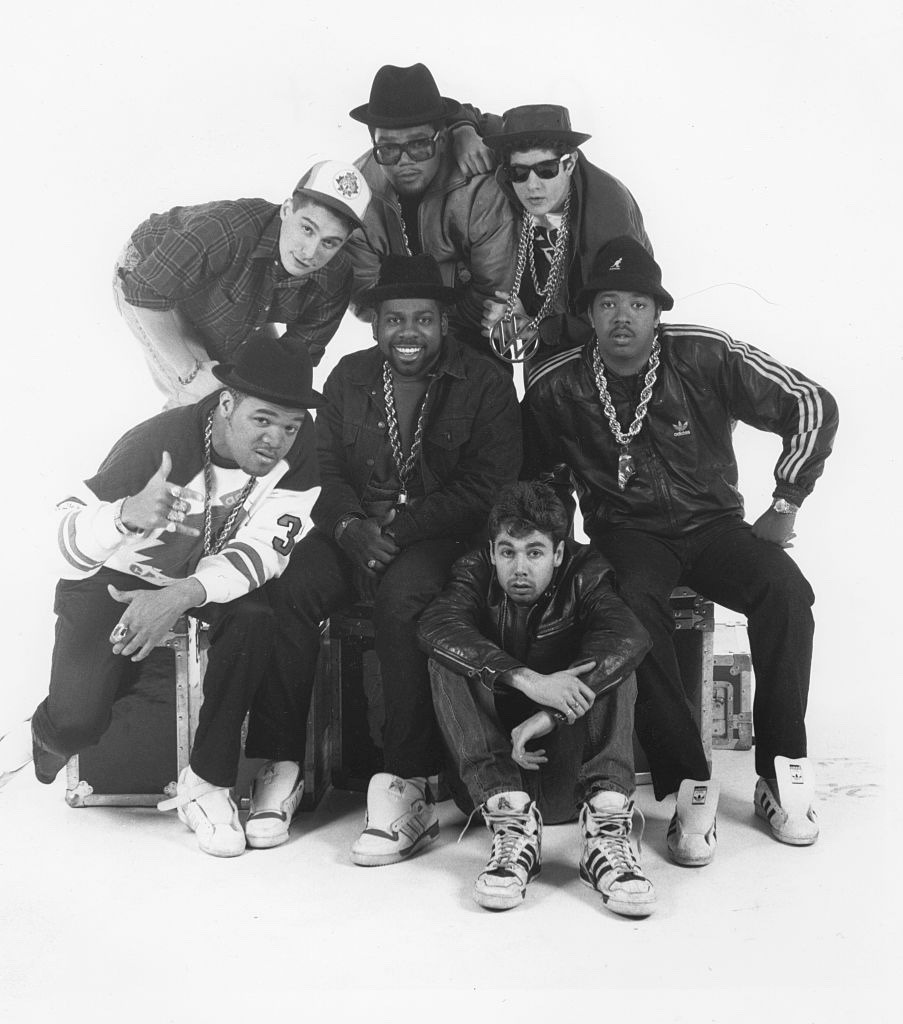
Photo des membres du groupe Run-DMC et des Beastie Boys pour leur Together Forever Tour en 1987. DJ Hurricane est aussi présent avec eux (en bas à gauche de la photo).

L'âge d'or du hip-hop définit la période durant laquelle la musique hip-hop serait censée atteint son apogée selon la critique, habituellement située à la fin des années 1980 et début des années 1990. Il serait, selon la presse, caractérisée par sa diversité, sa qualité, son innovation et sa popularité,.
Les groupes et artistes le plus souvent associés à cette phase incluent LL Cool J, Run–D.M.C., Public Enemy, les Beastie Boys, 2pac, The Notorious B.I.G, KRS-One, Eric B. & Rakim, De La Soul, EPMD, A Tribe Called Quest, Slick Rick, Ultramagnetic MCs, et les Jungle Brothers. Les projets musicaux de ces derniers coexistaient avec les premiers artistes et groupes gangsta rap comme Ice-T, Geto Boys et N.W.A, les rap explicite des 2 Live Crew et Too Short, et à la musique plus dansante de la part notamment de Kid 'n Play, The Fat Boys, DJ Jazzy Jeff & The Fresh Prince et MC Hammer.

## Style
L'âge d'or est noté pour son innovation – une période durant « laquelle chaque single réinventait le genre » d'après Rolling Stone. En parlant du « hip-hop et de son âge d'or », Sia Michel, du magazine Spin, explique « il y'a tellement eu d'albums importants et populaires en ce temps » ; Sway Calloway de MTV ajoute « ce qui était bien à cette époque, c'est que rien n'était artificiel. Tout ce qu'on écoutait, c'était une nouvelle découverte, du jamais entendu auparavant ».
Le terme d'« âge d'or du hip-hop » remonte à la fin des années 1980 à l'aube du hip-hop dit mainstream qui se caractérise par sa diversité, sa qualité, son innovation et sa popularité,,,,,,,, et qui est associé à Public Enemy, KRS-One et ses Boogie Down Productions, Eric B. & Rakim, Ultramagnetic MCs,, De La Soul, A Tribe Called Quest, et les Jungle Brothers. Cette même période est aussi décrite sous les termes du mid-school ou middle school du hip-hop, avec des artistes comme Gang Starr, The UMC's, Main Source, Lord Finesse, EPMD, Just Ice, Stetsasonic, True Mathematics, et Mantronix,,.